# Визиторски центар НП Ђердап
Визиторски центар НП Ђердап, основан је 2009. године и смештен је у Управној згради ЈП Национални парк Ђердап у Доњем Милановцу. 
Осмишљен је као НП Ђердап у малом, центар има опремљену салу за пројекције која служи и за организацију радионица, предавања и презентације. Осим сталне поставке, са експонатима који сликовито представљају природне и културне вредности парка, у простору се организују изложбе слика, фотографија, скулптура и др.